# We Are One (Frida Öhrn)

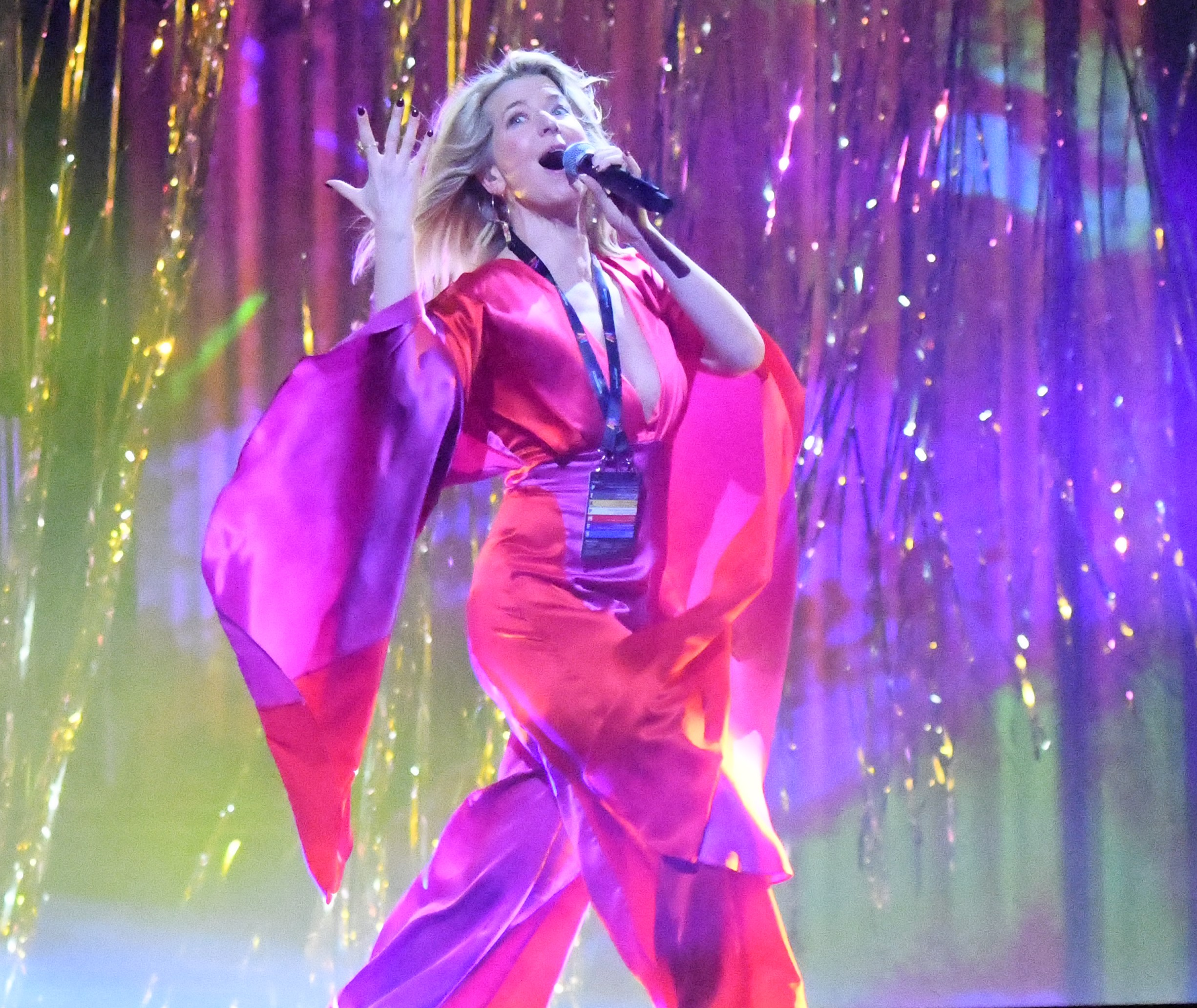
Frida Öhrn nel 2020

We Are One è un singolo della cantante svedese Frida Öhrn, pubblicato il 22 febbraio 2020 su etichetta discografica Universal Music Group. Il brano è scritto dalla stessa cantante con Hampus Eurenius e Nicklas Eklund.
Con We Are One la cantante ha preso parte a Melodifestivalen 2020, la competizione canora svedese utilizzata come processo di selezione per l'Eurovision Song Contest 2020. Essendo risultata la terza più votata dal pubblico fra i sette partecipanti alla sua semifinale, ha avuto accesso alla fase dei ripescaggi per la finale, ma ha perso il suo duello contro Felix Sandman, venendo quindi eliminata.

## Tracce
1. We Are One – 3:03
2. We Are One (Versione strumentale) – 3:03